# Modernes Antiquariat

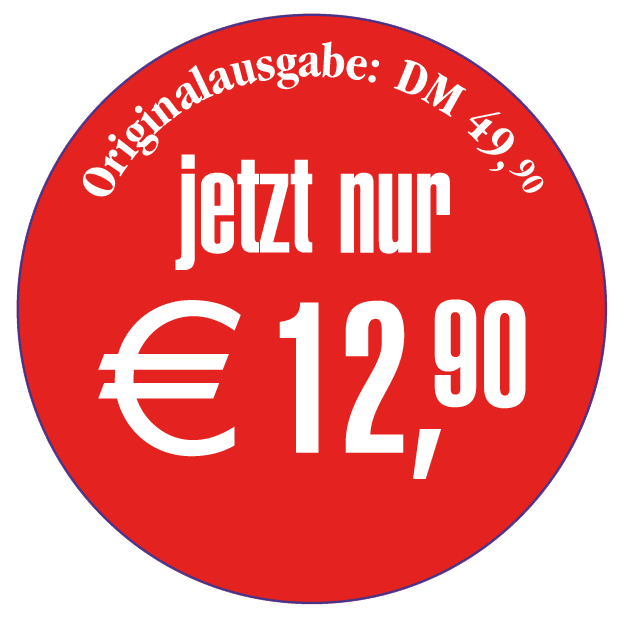
Hinweis auf den früheren Ladenpreis für Sonderauflagen im Modernen Antiquariat

Als Modernes Antiquariat (MA), auch als Modernariat bezeichnet, wird ein Marktsegment des Buchmarkts bezeichnet, in dem besonders preisgünstige Bücher gehandelt werden. Hierzu zählen einerseits neuere Bücher, deren Buchpreisbindung aufgehoben wurde, und andererseits preisgünstige Sonderausgaben. Auch Buchhandlungen, die hauptsächlich antiquarisch mit neueren Büchern und Sonderausgaben handeln, werden als „Modernes Antiquariat“ bezeichnet.
In das Marktsegment des Modernen Antiquariats fallen insgesamt:
- Remittenden: Bücher, die bereits im Handel waren und nicht verkauft wurden.
- Bücher mit Beschädigungen (Mängelexemplare) oder Herstellungsfehlern (Defektexemplare)
- Ramsch: Von Verlagen verbilligt in den Markt gedrückte Restauflagen – um die Lager zu leeren, Lagerkosten zu senken oder den Markt für eine Neuauflage zu reinigen.
- Sonderausgaben: Niedrigpreisige Neuausgaben meist vergriffener älterer Bücher, die speziell für dieses Marktsegment neu aufgelegt werden, sowie verbilligte Ausgaben besonders erfolgreicher Titel, bei denen die Nachfrage noch einmal angekurbelt werden soll. Für sie gilt die Preisbindung. Sonderausgaben erhalten für gewöhnlich einen neuen Einband, eine neue ISBN und werden oft mit Hinweis auf den gesenkten Ladenpreis angeboten. Diverse Verlage haben sich auf Sonderausgaben spezialisiert (z. B. Nikol Verlag) und erwerben zu diesem Zweck von anderen Verlagen Lizenzen älterer Titel. Einige große Verlagshäuser haben einen speziellen Imprint für MA-Titel eingeführt, um im Zuge ihrer Preispolitik hoch- und niedrigpreisige Titel für den Händler und Kunden getrennt zu halten (z. B. Evergreen bei Taschen oder Coventgarden bei Dorling Kindersley). Die Auflagen sind in diesem Marktsegment überdurchschnittlich hoch; Papier- und Druckqualität sind aus Kostengründen zweitrangig.

Vertrieben werden MA-Titel über Katalogversender (Zweitausendeins, Weltbild/Jokers), den Online-Buchhandel, spezialisierte MA-Buchhändler (etwa die Weltbild-, Jokers- und Wohlthat’sche-Filialen der DBH und Zweitausendeins), den Warenhausbuchhandel, aber auch zunehmend bei Discountern. Im normalen Sortimentsbuchhandel werden MA-Titel meist als Sonderangebot gesondert z. B. im Eingangsbereich aufgestellt. Durch die gesonderte Aufstellung wird einerseits der Werbeeffekt gesteigert, andererseits soll dadurch vermieden werden, dass die Preiswürdigkeit des restlichen Sortiments herabgesetzt wird.
Seit etwa 2001 steigt der Umsatzanteil des Modernen Antiquariats im Buchhandel an. Lag er davor konstant bei etwa 3 %, wurde er seither für Händler und Verlage zum wichtigen „zweiten Markt“ mit hohem Umsatzanteil.